# Station Lisleherad
Station Lisleherad is een station in  Lisleherad in de gemeente Notodden in fylke Telemark  in  Noorwegen. Het station uit 1909 werd  ontworpen door Thorvald Astrup.
Lisleherad ligt aan Tinnosbanen de spoorlijn die werd aangelegd als onderdeel van de transportlijn voor de fabriek van Norsk Hydro in Vemork. De fabriek werd in 1991 gesloten, waarna het treinverkeer werd gestaakt. Lisleherad is echter formeel nog niet buiten gebruik gesteld.